# Skynex
Skynex — зенітний артилерійський комплекс розробки та виробництва компанії Rheinmetall Air Defence. Skynex є мережевою системою протиповітряної оборони з відкритою архітектурою, головним озброєнням якої є дистанційно керовані автоматизовані 35-міліметрові зенітні гармати Oerlikon Revolver Gun Mk3. Ці гармати мають ефективну дальність стрільби близько 4000 метрів і здатні уражати не лише «традиційні» повітряні цілі (такі як літаки та вертольоти), але й дрони, артилерійські снаряди, мінометні міни та високоточні снаряди. Розробка системи триває: ведеться робота над новими засобами виявлення та інтеграцією нової зброї у систему Skynex.
Система ППО Skynex була представлена у листопаді 2021 року.

## Опис
Skynex належить до систем протиповітряної оборони малого радіусу дії на кшталт німецьких зенітних самохідних установок Gepard.
Основним її озброєнням є 35-мм автоматична гармата Oerlikon Mk3, яка має ефективну дальність стрільби 4000 метрів та швидкострільність 1000 пострілів за хвилину, гарматна башта вміщує до 252 снарядів. Гарматний модуль оснащений радаром стеження X-діапазону, який забезпечує функцію автономного пошуку цілі.
Система продемонструвала свою здатність уражати невеликий рій із малих повітряних дронів.
Skynex використовує програмовані 35-мм боєприпаси програмованого підриву AHEAD, розроблені Rheinmetall, і які є значно дешевшими за системи ППО з керованими ракетами. Ці боєприпаси не підпадають під дію електронних засобів протидії під час пострілу.
Skynex включає систему управління та контролю Oerlikon Skymaster — універсальне рішення для командування та управління, яке значно розширює можливості наземної протиповітряної оборони. Порівняно з іншими Skynex має важливу перевагу: у той час, як ціна за ракету для IRIS-T становить 300-500 тис. євро, знищення повітряної цілі зi Skynex може коштувати близько 4000 євро.

## Бойове застосування

### Російсько-українська війна
25 вересня 2024 року пресслужба повітряного командування «Захід» ПС ЗСУ опублікувало відео з практичних стрільб з зенітно-артилерійського комплексу Skynex.
На початку липня 2025 року Повітряні Сили ЗСУ поширили відео бойового застосування систем Skynex для боротьби з російськими БПЛА типу «Шахед-136». На відео було показано знищення літальних апаратів короткими чергами снарядів AHEAD.

## Оператори
- Катар
- Україна

### Україна
У грудні 2022 року було оголошено про плани Rheinmetall виготовити два комплекси Skynex для неназваної країни. Компанія оцінила вартість систем у 182 млн євро, як і зобов'язався покрити Федеральний уряд Німеччини. Попри те, що постачання систем було заплановано на початок 2024 року, 26 квітня 2023 року стало відомо, що системи протиповітряної оборони Skynex уже були на бойовому чергуванні в Україні.
26 липня 2023 року Rheinmetall повідомила про надання Україні у другій половині 2023 року ще двох комплексів Skynex, установлених на військових вантажівках Rheinmetall HX 8×8. На початку 2024 року уряд ФРН повідомив про передачу Україні чергового пакету допомоги, в котрий, серед іншого озброєння, ввійшла й установка ЗАК Skynex з боєприпасами до неї.

### Катар
У 2019 році було замовлено систему Skynex на суму 210 мільйонів євро. Точна кількість систем невідомі, але під час бойових стрільб у 2022 році було продемонстровано 8 35-міліметрових гармат.